# Бигге
Бигге (нем. Bigge) — река в Германии, протекает по землям Северный Рейн-Вестфалия и Рейнланд-Пфальц. Левый приток Ленне (приток Рура). Площадь бассейна реки составляет 369,133 км². Длина реки — 44,5 км.
Река начинается у городка Рёмерсхаген и протекает через заповедники нем. Biggequellgebiet и нем. Ahauser Klippen und Stausee, образуя между ними водохранилище Биггезе, и впадает в реку Ленне у города Финнентроп. Водохранилище используется для регулирования уровня реки Рур, в межень от сюда по системе рек Бигге и Ленне может происходить до 40 % воды в Руре, так же существенно ослабляются паводки.